# Affaire Topaze
 (juillet 2018).
L'affaire Topaze qui est le prolongement de l'affaire Océan, est une affaire de trafic de cannabis entre le Maroc et le sud-est de la France et de cocaïne transitant par le Brésil entre 1996 et 1998.
Étaient impliqués dans cette affaire Francis le Belge, Antoine Cossu (alias Tony l'anguille), Pascal Perletto, Franck Perletto, Jean-Pierre Gandebœuf, Aimé Béranger, Alain Busso, Alain Tavera, Jean-Paul Baudino, Frédéric Perlungo, 
Farid Berrhama, Jean-Claude Kella, Abdeslam Ben Dohhou...

## Procès

### En novembre 2004
Le procès de l'affaire Topaze a été jugé le 9 novembre 2004. Antoine Cossu, dit "Tony l'anguille" a écopé de 20 ans de réclusion, Jean-Pierre Gandebœuf de 18 ans de réclusion, Alain Tavera de 13 ans, 8 ans pour Abdeslam Ben Dohhou dans l'importation de 2 tonnes de résines de cannabis. Dans le dossier, instruit à Grasse, il est apparu que l'organisation criminelle était composée de trois groupes:
- Les Tontons
- Les Lyonnais
- Les Toulonnais ou les petits : Pascal Perletto et ses complices.

Selon l'accusation, Gandebœuf et Cossu, organisateur et banquier, ont été condamnés pour avoir dirigé ces importants trafics de résine de cannabis marocaine et de marijuana mexicaine.
Le jugement a été cassé par la cour de cassation en décembre 2005.

### Procès en appel par la cour d'assises d'Aix-en-Provence en septembre 2006
Vendredi 29 septembre 2006, trois des quatre caïds rejugés dans cette affaire ont vu leurs peines réduites par la cour d'assises d'appel d'Aix-en-Provence. Antoine Cossu, ancien beau-frère du parrain Francis Vanverberghe dit "Le Belge", a été condamné à 18 ans de réclusion. À ses côtés, Jean-Pierre Gandebœuf, figure du milieu lyonnais, s'est vu infliger 15 ans de réclusion et Alain Tavera, caïd du Sud-Est, 12 ans. Enfin, la cour a confirmé la peine d'emprisonnement de huit ans à l'encontre de Franck Perletto, caïd du milieu varois. Le jury n'était composé que de magistrats sous la présidence de Patrick Vogt.
Le dernier protagoniste à être jugé fin janvier 2016 est Christian Frédérick 78 ans, né à Ajaccio, "bien qu’inconnu du grand public, c'est une figure du Milieu qui recevait le tout Paris des années 1970 dans son établissement de la place de l’Etoile". En cavale avec un mandat d’arrêt européen sur lui depuis le 11 janvier 2000. Rattrapé en décembre 2014 en Belgique au lendemain d’une déclaration de perte de ses papiers.